# International Printing Machinery and Allied Trades Exhibition
Die International Printing Machinery and Allied Trades Exhibition (IPEX) ist mit rund 340 Ausstellern die zweitgrößte Messe für Drucktechnik und Graphische Kunst im englischsprachigen Raum. Sie findet alle vier Jahre in London statt, die letzte IPEX war vom 26. bis 29. März 2014.